# Luisengraben (Altmühl)
Der Luisengraben ist ein Altwasser verbindender Auengraben der Altmühl auf dem Gebiet der Stadt Gunzenhausen im mittelfränkischen Landkreis Weißenburg-Gunzenhausen. Er entwässert das ufernahe, flache, linke Überschwemmungsgebiet des Flusses. Auf der rechten Altmühlseite entwässert der Auengraben Naßwiesengraben.
Er beginnt seinen Lauf auf einer Höhe von 413 m ü. NHN südlich der Gunzenhäuser Kernstadt nahe der Kläranlage und neben der Bundesstraße 13 und zieht sich auf etwa 2,7 Kilometern Länge in südöstlicher Richtung parallel zur Altmühl und zur Bundesstraße 13 durch die weite Offenlandschaft der breiten Talaue der Altmühl. Er nimmt von links das Wasser des Postgrabens und des Osinggrabens auf, beides ursprüngliche Altmühlzuflüsse, sowie zuletzt von rechts des Auengrabens Meierlachgraben. Das Gewässer mündet südwestlich von Unterasbach unweit der Gemeindegrenze zu Dittenheim auf einer Höhe von 411 m ü. NHN von links in eine Altarmschlinge der Altmühl (Lage).
Das Gewässer verliert wie auch die parallel verlaufende Altmühl auf seinem Weg nur rund zwei Höhenmeter, weswegen das Wasser sehr langsam abfließt. Nach starken Regenfällen wird die Aue von den Wassermassen der ausufernden Altmühl überschwemmt.